# Neoditrema ransonnetii
Genre
Espèce
Neoditrema ransonnetii est une espèce de poissons de la famille des Embiotocidae, la seule du genre Neoditrema.

## Répartition
Cette espèce se rencontre dans le nord-ouest du Pacifique autour du Japon et de la Corée du Sud.

## Étymologie
Le nom du genre Neoditrema est une combinaison du préfixe grec ancien νέος, néos, « nouveau », et du nom du genre Ditrema et ce en référence à la grande similitude de forme des espèces de ces deux genres.
Son nom spécifique, ransonnetii, lui a été donné en l'honneur d’Eugen von Ransonnet-Villez (d) (1838-1926), diplomate, peintre et biologiste autrichien qui s'est procuré le spécimen type sur un marché d'Yokohama au Japon.

## Publication originale
- (de) Steindachner & Döderlein, 1883 : « Beiträge zur Kenntniss der Fische Japan's. (II.) ». Denkschriften der Mathematisch-Naturwissenschaftlichen Classe der Kaiserlichen Akademie der Wissenschaften in Wien, vol. 48, p. 1-40.